# Andrea Roth
Andrea Roth (Woodstock, 30 de setembro de 1967) é uma atriz canadense.

## Vida e carreira
Andrea Roth nasceu em Woodstock, Ontário, no Canadá, filha de pai escocês e mãe holandesa.
Ela estreou no filme de terror canadense The Club (1994), dirigido por Brenton Spencer, e apareceu em inúmeras séries de televisão e filmes de TV antes de conseguir seu papel em Rescue Me. Seu outro papel longo foi o de Diana / NeuroBrain em RoboCop: The Series, que apareceu em todos os episódios. Roth também apareceu no filme de ação estrelado por Jet Li, War (2007). Além disso, ela estrelou em Blue Bloods e Ringer.
Em 29 de março de 2010, Roth e seu namorado Todd Biermann deram à luz uma filha chamada Ava Reese. O casal se casou em 7 de outubro de 2011.

## Filmografia

### Filmes
| Ano  | Título               | Papel            | Notas          |
| ---- | -------------------- | ---------------- | -------------- |
| 1989 | The Jitters          | Gang gal         |                |
| 1991 | Princes in Exile     | Marlene          |                |
| 1991 | The Psychic          | April Harris     |                |
| 1992 | Seed People          | Heidi Tucker     |                |
| 1994 | The Club             | Amy              |                |
| 1996 | Crossworlds          | Laura            | Vídeo          |
| 1996 | Sunchaser            | Head Nurse       |                |
| 1997 | Red Meat             | Nan              |                |
| 1997 | Executive Power      | Susan Marshall   | Vídeo          |
| 1998 | Burn                 |                  |                |
| 2000 | Dangerous Attraction | Allison Davis    |                |
| 2000 | The Stepdaughter     | Susan Heller     | Vídeo          |
| 2002 | The Untold           | Marla Lawson     | Vídeo          |
| 2004 | Highwaymen           | Alexandra Farrow |                |
| 2007 | War                  | Jenny Crawford   |                |
| 2009 | Courage              | Teresa           |                |
| 2009 | The Skeptic          | Robin Becket     |                |
| 2009 | The Collector        | Victoria Chase   |                |
| 2009 | A Golden Christmas   | Jessica          |                |
| 2011 | South                | Vera             | Curta-metragem |
| 2012 | Time Out of Mind     | Sarah            | Curta-metragem |
| 2015 | Dark Places          | Adult Diondra    |                |

### Televisão
| Ano       | Título                           | Papel                                  | Notas                                                                                     |
| --------- | -------------------------------- | -------------------------------------- | ----------------------------------------------------------------------------------------- |
| 1988      | Alfred Hitchcock Presents        | Anna                                   | Episódio: "If Looks Could Kill"                                                           |
| 1988      | Night Heat                       | Hope                                   | Episódio: "Jumper"                                                                        |
| 1989      | C.B.C's Magic Hour               |                                        | Episódio: "Rookies"                                                                       |
| 1990      | Friday the 13th - The Series     | Penny Galen                            | Episódio: "Midnight Riders"                                                               |
| 1990      | The Hitchhiker                   | Young Woman                            | Episódio: "Strate Shooter"                                                                |
| 1990      | My Secret Identity               | Paula                                  | Episódio: "Best Friends"                                                                  |
| 1991      | My Secret Identity               | Krista Stemler                         | Episódio: "My Old Flame"                                                                  |
| 1992      | Katts and Dog                    |                                        | Episódio: "Crime of Fashion"                                                              |
| 1992      | Dangerous Curves                 | Kate Larkin                            | Episódio: "Deathwatch"                                                                    |
| 1992      | Parker Lewis Can't Lose          | Carly                                  | Episódio: "Money Talks"                                                                   |
| 1992      | The Good Fight                   | Emily Cragin                           | Filme para TV                                                                             |
| 1992–1993 | E.N.G.                           | Tessa Vargas                           | Papel recorrente (5 episódios)                                                            |
| 1993      | Secret Service                   | Buddro                                 | Episódio: "Vet Murder with Extra Cheese"                                                  |
| 1993      | Counterstrike                    | Heidi                                  | Episódio: "Muerte"                                                                        |
| 1993      | Murder, She Wrote                | Valerie Hartman                        | Episódio: "Love's Deadly Desire"                                                          |
| 1993      | Tropical Heat                    | Trudy                                  | Episode: "Turning Screws"                                                                 |
| 1993      | Highlander: The Series           | Suzanne Hollinger                      | Episódio: "Epitaph for Tommy"                                                             |
| 1993      | Forever Knight                   | Lucy Preston                           | Episódio: "Love You to Death"                                                             |
| 1994      | Forever Knight                   | Lucy Sylvaine                          | Episódio: "Faithful Followers"                                                            |
| 1994      | In Spite of Love                 | Penny                                  | Filme para TV                                                                             |
| 1994      | Dead at 21                       |                                        | Episódio: "Hotel California"                                                              |
| 1994      | A Change of Place                | Kim Jameson / Kate "Dominique" Jameson | Filme para TV                                                                             |
| 1994      | RoboCop: The Series              | Diana Powers / NeuroBrain              | (23 episódios)                                                                            |
| 1995      | A Woman of Independent Means     | Eleanor (adult)                        | Minissérie de TV                                                                          |
| 1996      | Desert Breeze                    |                                        | Filme para TV                                                                             |
| 1996      | The Outer Limits                 | Dr. Dana Elwin                         | Episódio: "The Sentence"                                                                  |
| 1997      | Divided by Hate                  | Carol Gibbs                            | Filme para TV                                                                             |
| 1997      | Players                          | Gentrie Maddox                         | Episódio: "Con Job"                                                                       |
| 1998      | The Pretender                    | Gibbs                                  | Episódio: "Hazards"                                                                       |
| 1999      | Nash Bridges                     | Shelby Carter                          | Episódio: "Truth and Consequences"                                                        |
| 2000      | Bull                             | Jo Decker                              | Episódios: "Visit", "A Beautiful Lie", "It's Not Personal", "Who's Afraid of Chairman Al" |
| 2000      | Personally Yours                 | Gina                                   | Filme para TV                                                                             |
| 2000      | Diagnosis: Murder                | Kendra Masterson / Beverly Scott       | Episódio: "Death by Design"                                                               |
| 2000      | The Fearing Mind                 | Diane Ballard                          | Episódio: "On the Road"                                                                   |
| 2001      | The Agency                       | Lisa Fabrizzi                          | Episódios: "Pilot", "The Agency"                                                          |
| 2002      | Earth: Final Conflict            | Dr. Sprangler                          | Episódio: "The Journey"                                                                   |
| 2002      | All Around the Town              | Sarah Kinmount                         | Filme para TV                                                                             |
| 2003      | Lucky                            | Amy                                    | Episódios: "Calling Dr. Con", "The Tell", "Lie, Cheat & Deal"                             |
| 2003      | Miracles                         | Debbie Olson                           | Episódio: "Saint Debbie"                                                                  |
| 2003      | CSI: Crime Scene Investigation   | Woman Officer                          | Episódio: "Invisible Evidence"                                                            |
| 2004      | CSI: Crime Scene Investigation   | Woman Officer                          | Episódios: "Suckers", "Turn of the Screws"                                                |
| 2004      | Her Perfect Spouse               | Beverly                                | Filme para TV                                                                             |
| 2004-2011 | Rescue Me                        | Janet Gavin                            | Papel principal (93 episódios)                                                            |
| 2005      | Law & Order                      | Marley Emerson                         | Episódio: "Mammon"                                                                        |
| 2005      | CSI: Miami                       | Molly Edge                             | Episódio: "Sex & Taxes"                                                                   |
| 2005      | Chasing Christmas                | Present                                | Filme para TV                                                                             |
| 2005      | Crazy for Christmas              | Shannon McManus-Johnson                | Filme para TV                                                                             |
| 2006      | The Time Tunnel                  | Toni Newman                            | Filme para TV                                                                             |
| 2006      | Last Exit                        | Diana Burke                            | Filme para TV                                                                             |
| 2007      | Numb3rs                          | Alex Trowbridge                        | Episódio: "Thirteen"                                                                      |
| 2008      | Criminal Minds                   | Jill Morris                            | Episódio: "Limelight"                                                                     |
| 2008      | Lost                             | Harper Stanhope                        | Episódio: "The Other Woman"                                                               |
| 2008      | Bridal Fever                     | Gwen Green                             | Filme para TV                                                                             |
| 2008      | The Secret Lives of Second Wives | Lynn Bartlett                          | Filme para TV                                                                             |
| 2009      | Dark Blue                        | Nicole Shaw                            | Episódio: "A Shot in the Dark"                                                            |
| 2010      | Blue Bloods                      | Kelly Davidson                         | Papel recorrente (5 episódios)                                                            |
| 2011      | Committed                        | Celeste Dupont                         | Filme para TV                                                                             |
| 2011      | Law & Order: Criminal Intent     | Avery Cullman                          | Episódio: "Trophy Wine"                                                                   |
| 2011      | Stay with Me                     |                                        | Filme para TV                                                                             |
| 2012      | Ringer                           | Catherine Martin                       | Papel recorrente (9 episódios)                                                            |
| 2013      | NCIS: Los Angeles                | Grace Stevens                          | Episódio: "Raven & the Swans"                                                             |
| 2013      | Longmire                         | Diane Highsmith                        | Episódio: "Sound and Fury"                                                                |
| 2013      | Forever 16                       | Mac Roth                               | Filme para TV                                                                             |
| 2014      | Rogue                            | Leni                                   | Elenco principal - Temporada 2                                                            |
| 2014      | Ascension                        | Dr. Juliet Bryce                       | Elenco principal                                                                          |
| 2015      | Stolen Daughter                  | Stacey                                 | Filme para TV                                                                             |
| 2015      | Castle                           | Nancy Underwood                        | Episódio: "The Last Seduction"                                                            |
| 2015      | Hawaii Five-0                    | Kiana Thompson                         | Episódio 103: "Broken dreams"                                                             |
| 2016      | A Wife's Suspicion               | Renee                                  | Filme para TV                                                                             |
| 2016      | Hell's Kitchen                   |                                        | Episódio: "Leaving It on the Line"                                                        |
| 2017–2018 | 13 Reasons Why                   | Noelle Davis                           | 6 episódios                                                                               |
| 2018-2019 | Marvel's Cloak & Dagger          | Melissa Bowen                          | Elenco principal                                                                          |